# Manuel Llorente
Manuel Llorente Martín, né le 25 janvier 1952 à Benetússer, est un homme d'affaires espagnol.
Il est le président du Valence CF entre le 7 juin 2009 et le 6 avril 2013.